# Tennistavolo al IX Festival olimpico estivo della gioventù europea
Le competizioni di tennistavolo al IX Festival olimpico estivo della gioventù europea si sono svolte dal 21 al 29 luglio 2007 a Belgrado, in Serbia

## Podi

### Ragazzi
| Evento             | Oro                         | Argento                          | Bronzo                                              |
| Singolare maschile | Gavin Evans                 | Lauric Jean                      | Perei Gergely Pavel Sirucek                         |
| Doppio maschile    | Lauric Jean Cedric Nuytinck | Sylvian Graizeau Quentin Robinot | Lukas Jandora Pavel Sirucek David Karas Jakub Figel |

### Ragazze
| Evento              | Oro                            | Argento                         | Bronzo                                                       |
| Singolare femminile | Ambrus Krisztina               | Barbora Balazova                | Madarász Dóra Tessy Gonderinger                              |
| Doppio femminile    | Ambrus Krisztina Madarász Dóra | Barbora Balazova Alzbeta Danova | Andrea Todorovic Eva Tot Dagmar Blaskova Nicola Gallerachova |

### Misti
| Evento       | Oro                                    | Argento                       | Bronzo                                                 |
| Doppio misto | Quentin Robinot Stephanie Loieuillette | Diogo Carvalho Maria Nogueira | Gregor Surnin Nadine Sillus Jakub Figel Alzbeta Danova |